# Apsilochorema agassizi
Apsilochorema agassizi är en nattsländeart som beskrevs av Wolfram Mey 1999. Apsilochorema agassizi ingår i släktet Apsilochorema och familjen Hydrobiosidae. Inga underarter finns listade i Catalogue of Life.